# Ричоти Гарибалди
Ричоти Гарибалди (италиански: Ricciotti Garibaldi) е четвърти син и най-малкото дете на Джузепе Гарибалди и Анита Гарибалди. Ричоти в най-голяма степен наследява традицията на баща си от семейството.
Кръстен е на героя Никола Ричоти, обезглавен в хода на похода срещу Неаполитанското кралство.
Израства в Ница и Капрера, италианския Пиемонт. 
Вдъхновява се от революционните идеи на времето си. Страдайки от романтизъм става виден филелин.
Военната си кариера започва с участието си заедно с баща си в битка при Бацеке и битка при Ментана в хода на австро-пруско-италианската война. 
Заедно с баща си участва във френско-пруската война, пленявайки единственото пруско знаме за цялата война. 
През 70-те и 80-те години на 19 век начева предприятия в Америка и Австралия, завършили с фалит.
В годините 1887–1890 е депутат в италианския парламент.
Участва в Първата гръцко-турска, и последвалата я Балканска война, на страната на Кралство Гърция, сформирайки собствен корпус на червенодрешковците – съставен от италиански и английски доброволци. Начело на корпуса е синът му – Пепино Гарибалди.
След ПСВ и Похода към Рим, Пепино Гарибалди се изявява като виден антифашист, а брат му Ецио Гарибалди – като отявлен поддръжник на Дуче, с което възниква семеен политически конфликт във фамилията Гарибалди.